# Sericostola
Sericostola är ett släkte av fjärilar. Sericostola ingår i familjen gnuggmalar.
Kladogram enligt Catalogue of Life:
| Sericostola | \| \| Sericostola rhodanopa \| \| \| \| \| \| Sericostola semibrunnea \| \| \| \| |
|             | \| \| Sericostola rhodanopa \| \| \| \| \| \| Sericostola semibrunnea \| \| \| \| |
|             | Sericostola rhodanopa                                                             |
|             |                                                                                   |
|             | Sericostola semibrunnea                                                           |
|             |                                                                                   |